# Exocentrus alboseriatipennis
Exocentrus alboseriatipennis là một loài bọ cánh cứng trong họ Cerambycidae.